# 1. FC Nürnberg (vrouwenvoetbal)
1. FC Nürnberg is een Duitse vrouwenvoetbalclub uit Neurenberg. Het is de vrouwenafdeling van de Duitse club 1. FC Nürnberg en komt uit in de Bundesliga.

## Historie
De vrouwenafdeling van 1. FC Nürnberg werd opgericht op 24 augustus 1988. In 1999 wist 1. FC Nürnberg voor het eerst naar de Bundesliga. Het seizoen erna degradeerde de club gelijk terug naar de Regionalliga Süd. In het seizoen 2003/04 degradeerde de club naar Bayernliga, om vervolgens af te dalen naar Bayernliga North. Vervolgens wist de club weer twee keer te promoveren waardoor het vanaf het seizoen 2009/10 weer uitkwam in de Regionalliga Süd. Na twee seizoen degradeerde de club opnieuw om vervolgens gelijk weer terug te promoveren naar de Regionalliga Süd. Hierin zou 1. FC Nürnberg acht seizoenen in uitkomen. 
In het seizoen 2020/21 wist 1. FC Nürnberg te promoveren naar de 2de Bundesliga. Hierin kwam het twee seizoenen uit, totdat 1. FC Nürnberg in het seizoen 2022/23 op een tweede plaats eindigde en zo na 24 jaar promotie naar de Bundesliga, het hoogste niveau van Duitsland, wist af te dwingen. In het seizoen 2023/24 is de club verhuist van Valznerweiher naar het Max-Morlock Stadion.

## Selectie
Bijgewerkt tot 18 april 2024
| Nr.           | Nat.                 | Naam                | Vorige club            |
| ------------- | -------------------- | ------------------- | ---------------------- |
| Keepers       |                      |                     |                        |
| 1             | Vlag van Duitsland   | Lea Paulick         | Jeugd                  |
| 21            | Vlag van Duitsland   | Sina Tölzel         | Jeugd                  |
| 21            | Vlag van Duitsland   | Nelly Erhardt       | Jeugd                  |
| 25            | Vlag van Oostenrijk  | Kristin Krammer     | 1. FC Köln             |
| Verdedigers   |                      |                     |                        |
| 3             | Vlag van Duitsland   | Marlene Lindner     | Jeugd                  |
| 4             | Vlag van Duitsland   | Luisa Guttenberger  | Jeugd                  |
| 6             | Vlag van Duitsland   | Jessica May         | 1. FFC Frankfurt       |
| 12            | Vlag van Duitsland   | Amelie Thöle        | Jeugd                  |
| 27            | Vlag van Duitsland   | Lara Schmidt        | 1. FFC Turbine Potsdam |
| 28            | Vlag van Duitsland   | Madeleine Steck     | Eintracht Frankfurt    |
| Middenvelders |                      |                     |                        |
| 5             | Vlag van Duitsland   | Alina Mailbeck      | FC Ingolstadt          |
| 8             | Vlag van Duitsland   | Kerstin Bogenschütz | 1. FC Saarbrücken      |
| 10            | Vlag van Polen       | Weronicka Kaczor    | Górnick Leczna         |
| 13            | Vlag van Oostenrijk  | Lara Felix          | USV Neulengbach        |
| 14            | Vlag van Zwitserland | Elena Mühlemann     | FC Luzern              |
| 15            | Vlag van Duitsland   | Rebekka Salfelder   | Jeugd                  |
| 16            | Vlag van Duitsland   | Anne Führlein       | Jeugd                  |
| 17            | Vlag van Oostenrijk  | Livia Brumair       | First Wenen            |
| 18            | Vlag van Duitsland   | Franziska Mai       | Jeugd                  |
| 19            | Vlag van Duitsland   | Vanessa Haim        | FC Ingolstadt          |
| 37            | Vlag van IJsland     | Selma Magnúsdóttir  | Rosenborg BK           |
| 74            | Vlag van Zwitserland | Amira Arfaoui       | Bayer 04 Leverkusen    |
| Aanvallers    |                      |                     |                        |
| 7             | Vlag van Duitsland   | Marina Scholz       | Jeugd                  |
| 9             | Vlag van Duitsland   | Emma Kusch          | Jeugd                  |
| 11            | Vlag van Duitsland   | Sophie Fournier     | Jeugd                  |
| 22            | Vlag van Duitsland   | Nadja Burkard       | Jeugd                  |
| 23            | Vlag van Duitsland   | Nele Bauereisen     | Weinberg               |
| 24            | Vlag van Duitsland   | Natassja Lein       | Jeugd                  |
| 30            | Vlag van Montenegro  | Medina Desic        | RB Leipzig             |
| 32            | Vlag van Finland     | Dana Leskinen       | Aland United           |

SV Werder Bremen · 
MSV Duisburg · 
SG Essen-Schönebeck · 
Eintracht Frankfurt ·
SC Freiburg · 
TSG 1899 Hoffenheim · 
1. FC Köln · 
RB Leipzig ·
Bayer 04 Leverkusen · 
FC Bayern München · 
1. FC Nürnberg · 
VfL Wolfsburg